# Bob Goen
Bob Goen est un acteur américain né le 1er décembre 1954 à Long Beach, Californie (États-Unis). Il fut le présentateur de l'émission Entertainment Tonight de 1993 à 2004.

## Filmographie
- 1989 : Wicked Stepmother : Game Show Host
- 2001 : Jimmy Neutron: Un garçon génial (Jimmy Neutron: Boy Genius) : Newscaster (voix)